# François Guillemot de Villebois

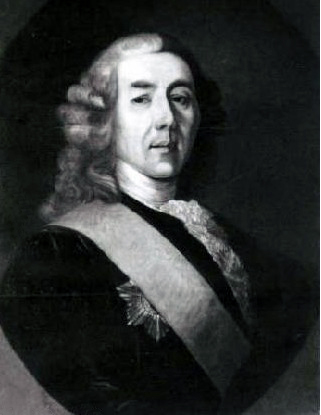
François Guillemot de Villebois

Familienwappen der Guillemots de Villebois

François Guillemot de Villebois (russisch Франц (Никита Петрович) Вильбоа, * 15. Januar 1674 in Guérande, Frankreich; † 13. Mai 1760 in Dorpat, Estland, Herr auf Aya, Kurrista und Sarrakus, war ein französisch-baltischer Adelsmann und russischer Vizeadmiral.

## Leben und Laufbahn
Als Sohn des Apothekers und Chirurgen Jean Guillemot, Sieur de Villebois (* 1640 in Vannes, Frankreich) und dessen Ehefrau Marguerite Alno diente er nach seiner Ausbildung im Jahre 1696 als englischer Seeoffizier. 1697 schloss er sich dem russischen Zaren Peter dem Großen an, der sich von 1697 bis 1698 auf seiner „Großen Gesandtschaft“ befand. Er nahm 1716–1721 Anteil an den Seeoperationen der russischen Flotte in der Ostsee gegen die Schweden teil und wurde beim Frieden von Nystad am 22. Oktober 1722 zum Kapitän befördert. 1722 kommandierte er die Kaspische Flottille gegen Persien. Als Konteradmiral war er Oberkommandant von Kronstadt. Danach wurde er Mitglied der russischen Admiralität und zum Ritter des Alexander-Newski-Ordens ernannt. 1747 nahm er als Vizeadmiral seinen Abschied.
François war ein Günstling des Zaren und durch seine Ehe mit Elisabeth Glück, einer Hofdame Katharinas I., in einem engen Bezugskreis zum Zarenpaar. Er war ein starker Befürworter des Staatsstreiches gegen Peter den Großen durch Katharina und erhielt von ihr die Güter Aya, Kurrista und Sarrakus geschenkt. Am 27. Januar 1715 feierte François seine eigene Hochzeit im Hause des Zaren in Sankt Petersburg. Er erhielt 1747 mit seinen Nachkommen das Indigenat in Livland.

## Familie und Nachkommen
François stammte aus der französisch-baltischen Adelsfamilie Guillemot de Villebois, die ihren Ursprung in der Bretagne hatte. Sein Vater Jean Guillemot de Villebois (* 1640) siedelte sich in Livland an und trat in den russischen Dienst ein. Françoise heiratet in erster Ehe die Dame Juschkow und 1715 in zweiter Ehe die Hofdame der Zarin Katharina I., Elisabeth Glück († 1757), Tochter des Johann Ernst Glück, Propst zu Marienburg in Livland, sie hatten folgende Nachkommen:
1. Ehe: Daniel Guillemot de Villebois (* 1711, † 1797), Herr auf Aya, dann Jarwajöggi, russischer Generalmajor und Deputierter der Dörptschen Ritterschaft ⚭ Elisabeth Dorothea Müller, Tochter eines Pastors in Moskau. Sie hatten 16 Kinder, Daniel ist der Gründer der „Älteren Linie“.
2. Ehe: Alexander Guillemot de Villebois (* 1716 in Neu-Schottland bei Danzig, † 1781 in Dorpat), Herr auf Kurrista und Sarrakus, russischer Generalfeldzeugmeister, Mitglied der russischen Gesetzbuch-Kommission ⚭ Anna Helene von Budberg (1738–1799), Alexander ist der Gründer der „Jüngeren Linie“.

## Werke
- De Villebois, Mémoires secrets pour servir à l’histoire de la cour de Russie: sous les règnes de Pierre-le-Grand et de Catherine Ire, Hrsg. Théophile Hallez-Claparède (comte), Verlag, E. Dentu, 1853, Original von New York Public Library, Digitalisiert 11. Juli 2007
- Mémoires secrets d’un Breton à la cour de Russie sous Pierre le Grand / par François Guillemot, dit Villebois. Rennes: Éd. Les Portes du Large, 2006. 224 lk. (prantsuse keeles) ESTER-is